# Luiz Felipe Scolari
Luiz Felipe Scolari (Passo Fundo, Rio Grande del Sur, 9 de noviembre de 1948), también llamado Felipão, es un exfutbolista y entrenador de futbol brasileño. Actualmente sin club.
Con 27 títulos oficiales, es hasta el momento el entrenador sudamericano más laureado, y también el sexto más laureado de la historia del fútbol. Destaca entre sus hazañas más notables el haber sido campeón del mundo como entrenador de la selección brasileña, con la que logró ganar el mundial Corea-Japón 2002. Entre los clubes que dirigió, tuvo etapas importantes y victoriosas en Grêmio y Palmeiras, con los que ganó la Copa Libertadores de América. Además, en 2013, fue campeón de la Copa Confederaciones con la selección brasileña.
En 2015, gracias a la victoria de la Liga de Campeones de la AFC con el Guangzhou Evergrande de China, se convirtió en el segundo entrenador de la historia, después del italiano Marcello Lippi, en haber ganado las principales competiciones internacionales de clubes en dos continentes diferentes (América y Asia).
Con esto dicho, entre selecciones y clubes ganó títulos con 9 equipos diferentes, de 4 países diferentes y de 2 continentes diferentes: Alagoano, Gremio, Palmeiras, Cruzeiro, Al-Qadsia, Criciúma, Bunyodkor, Guangzhou Evergrande y Selección de Brasil.

## Carrera como entrenador

### Inicios
Scolari empezó su trayectoria como técnico en 1982, dirigiendo al Centro Sportivo Alagoano, al que siguieron el E. C. Juventude y al Grêmio F. B. P. A.. También trabajó en el extranjero, pues entrenó al Al-Shabab F. C. de Arabia Saudí entre 1984 y 1985. Regresó a su país para ocupar el banquillo del E. C. Pelotas y también tuvo una segunda etapa comandando el Juventude y el Grêmio. Su siguiente destino fue el Goiás. De ahí pasó a Kuwait, donde se hizo cargo del Al-Qadsia S. C. y de la selección nacional. De nuevo en Brasil, estuvo al mando del Coritiba F. B. C. y del Criciúma E. C. antes de emprender nuevas aventuras en el continente asiático de la mano de Al-Ahli y Al-Qadsia.
Al mando del Grêmio de Porto Alegre entre 1993 y 1996, ganó varios títulos, tanto nacionales como internacionales, entre los cuales estuvo la Copa Libertadores. Posteriormente, tuvo una breve experiencia con el Júbilo Iwata de Japón antes de volver a Brasil para tomar las riendas del Palmeiras, con el que ganó su segunda Copa Libertadores. Posteriormente, dirigió al Cruzeiro durante un año.

### Selección de Brasil
En junio de 2001, Scolari fue nombrado seleccionador de Brasil. Fue campeón de la Copa Mundial de Fútbol de 2002 al frente de la selección brasileña y, cumpliendo lo que había anunciado antes de disputarse la final, renunció al cargo.

### Selección de Portugal
A finales de 2002, Scolari pasó a dirigir a Portugal. Participó en la Eurocopa 2004 y en el Mundial 2006 al frente del equipo nacional portugués (siendo finalista y semifinalista respectivamente), al que entrenó hasta el término de la Eurocopa 2008 de Austria y Suiza, en la que cayó en cuartos de final ante Alemania (2-3). Durante su etapa en la selección, se enfrentó a una polémica cuando no convocó al portero Vítor Baía. En una entrevista en 2012, Scolari afirmó que fue el presidente del Futebol Clube do Porto, Jorge Nuno Pinto da Costa, quien le aconsejó no convocar al jugador porque tenía un temperamento difícil.

### Chelsea FC
El 11 de junio del 2008, el Chelsea FC confirmó a Luiz Felipe Scolari como nuevo director técnico de su equipo. Scolari asumió la dirección del elenco inglés a partir del 1 de julio del 2008, según informó el Chelsea FC en su portal de Internet. Los resultados no acompañaron, especialmente en la Premier League, donde el conjunto blue era el 4.º clasificado el 9 de febrero de 2009, fecha en la cual se hizo oficial la noticia del despido de Scolari por parte del club londinense.

### FC Bunyodkor
El 9 de junio de 2009, se hizo público su fichaje por el FC Bunyodkor de la Liga uzbeka. Abandonó el club por mutuo acuerdo en mayo de 2010.

### Palmeiras
En junio de 2010, regresó al Palmeiras de Brasil, firmando un contrato por dos años. Ganó una Copa de Brasil, pero acabó siendo destituido antes de finalizar el Brasileirão 2012.

### Selección de Brasil
El 28 de noviembre de 2012, fue contratado por la Confederación Brasileña de Fútbol para dirigir de nuevo a la selección de Brasil de cara a la Copa del Mundo de 2014. Al frente de la seleção, se proclamó campeón de la Copa Confederaciones 2013 venciendo por 3-0 a España en la final. En el Mundial de Brasil llegó a semifinales, donde cayó por un contundente 1-7 frente a Alemania. La "canarinha" volvió a perder en el partido por el 3er y 4.º puesto (0-3 frente a los Países Bajos), y la CBF aceptó la dimisión de Scolari.

### Grêmio de Porto Alegre
El 29 de julio de 2014, el Grêmio de Porto Alegre confirmó su contratación, iniciando así su tercera etapa en el club. Dimitió de su cargo el 19 de mayo de 2015.

### Guangzhou Evergrande
El 4 de junio de 2015, se comprometió por dos años y medio con el Guangzhou Evergrande. Con este equipo ganó la Superliga de China, la Supercopa de China y la Liga de Campeones de la AFC en su primer año. El 19 de octubre de 2017, poco antes de ganar su tercera Superliga de China consecutiva, anunció que no iba a renovar su contrato con el club.

### Palmeiras
El 26 de julio de 2018, comenzaría su tercera etapa al frente del Palmeiras. El 26 de noviembre, ganó el Brasileirão 2018, una fecha antes del final del torneo. El 3 de septiembre de 2019, el club brasileño confirmó su cese.

### Grêmio de Porto Alegre
El 8 de julio de 2021, firmó por el Grêmio de Porto Alegre. Tres meses después, el 11 de octubre, cerró su cuarta etapa en el club "gaúcho".

### Athletico Paranaense
El 4 de mayo de 2022, se incorporó al Athletico Paranaense. El 13 de noviembre de 2022, tras llevar al Athletico Paranaense al 6º puesto en el Campeonato brasileño y al subcampeonato en la Copa Libertadores, anunció que no iba a continuar entrenando al "furacão", pasando a desempeñar las funciones de director técnico.

### Atlético Mineiro
El 16 de junio de 2023, fue confirmado como entrenador del Atlético Mineiro hasta diciembre de 2024.Luego de terminar el Campeonato brasileño en el tercer puesto, se marchó de mutuo acuerdo el 20 de marzo de 2024, a pesar de que el club estaba en la final del Campeonato Mineiro 2024.

## Clubes

### Como futbolista
| Club                | País   | Año       |
| ------------------- | ------ | --------- |
| S. E. R. Caxias     | Brasil | 1973-1979 |
| E. C. Juventude     | Brasil | 1980      |
| E. C. Novo Hamburgo | Brasil | 1980-1981 |
| C. S. Alagoano      | Brasil | 1981      |

### Como entrenador
| Club                       | País           | Año       |
| -------------------------- | -------------- | --------- |
| S. C. Alagaono             | Brasil         | 1982      |
| E. C. Juventude            | Brasil         | 1983      |
| Grêmio F. B. P. A.         | Brasil         | 1983      |
| Al-Shabab F. C.            | Arabia Saudita | 1984–1985 |
| E. C. Pelotas              | Brasil         | 1986      |
| E. C. Juventude            | Brasil         | 1986-1987 |
| Grêmio F. B. P. A.         | Brasil         | 1987      |
| Goiás E. C.                | Brasil         | 1988      |
| Al-Qadsia S. C.            | Kuwait         | 1988–1990 |
| Selección de Kuwait        | Kuwait         | 1990      |
| Coritiba F. B. C.          | Brasil         | 1990      |
| Criciúma E. C.             | Brasil         | 1991      |
| Al-Ahli F. C.              | Arabia Saudita | 1991      |
| Al-Qadsia S. C.            | Kuwait         | 1992      |
| Grêmio F. B. P. A.         | Brasil         | 1993–1996 |
| Júbilo Iwata S. C.         | Japón          | 1997      |
| Palmeiras S. E.            | Brasil         | 1997–2000 |
| Cruzeiro E. C.             | Brasil         | 2000–2001 |
| Selección de Brasil        | Brasil         | 2001–2002 |
| Selección de Portugal      | Portugal       | 2003–2008 |
| Chelsea F. C.              | Inglaterra     | 2008–2009 |
| F. K. Bunyodkor            | Uzbekistán     | 2009–2010 |
| Palmeiras E. S.            | Brasil         | 2012      |
| Selección de Brasil        | Brasil         | 2012-2014 |
| Grêmio F. B. P. A.         | Brasil         | 2014-2015 |
| Guangzhou Evergrande F. C. | China          | 2015-2017 |
| S. E. Palmeiras            | Brasil         | 2018-2019 |
| Cruzeiro E. C.             | Brasil         | 2020–2021 |
| Grêmio F. B. P. A.         | Brasil         | 2021      |
| C. Athletico Paranaense    | Brasil         | 2022      |
| Atlético Mineiro           | Brasil         | 2023-2024 |

### Participaciones en Copas del Mundo
| Mundial              | Equipo               | País                 | Pts | PD | PG | PE | PP | GF | GC | Dif |
| -------------------- | -------------------- | -------------------- | --- | -- | -- | -- | -- | -- | -- | --- |
| 2002                 | Brasil               | Bandera de Brasil    | 21  | 7  | 7  | 0  | 0  | 18 | 4  | +14 |
| 2006                 | Portugal             | Bandera de Portugal  | 13  | 6  | 4  | 1  | 1  | 6  | 2  | +4  |
| 2014                 | Brasil               | Bandera de Brasil    | 11  | 6  | 3  | 2  | 1  | 10 | 11 | -1  |
| Total en sus equipos | Total en sus equipos | Total en sus equipos | 45  | 19 | 14 | 3  | 2  | 34 | 17 | +17 |

## Estadísticas como entrenador
- Datos actualizados al último partido dirigido el 17 de marzo de 2024.[39]

| Club                  | País           | Año       | PJ   | PG  | PE  | PP  | Efectividad |
| --------------------- | -------------- | --------- | ---- | --- | --- | --- | ----------- |
| S. C. Alagaono        | Brasil         | 1982      | 8    | 1   | 4   | 3   | 29.17%      |
| E. C. Juventude       | Brasil         | 1982-1983 | 22   | 6   | 9   | 7   | 40.91%      |
| Brasil de Pelotas     | Brasil         | 1983      | 38   | 13  | 16  | 9   | 48.25%      |
| Al-Shabab F. C.       | Arabia Saudita | 1984-1985 | 43   | 16  | 18  | 9   | 51.16%      |
| E. C. Pelotas         | Brasil         | 1986      | 26   | 5   | 12  | 9   | 34.61%      |
| E. C. Juventude       | Brasil         | 1986-1987 | 34   | 10  | 19  | 5   | 48.04%      |
| Grêmio F. B. P. A.    | Brasil         | 1987      | 30   | 16  | 10  | 4   | 64.44%      |
| Goias E. C.           | Brasil         | 1988      | 34   | 24  | 8   | 2   | 78.43%      |
| Al-Qadsia S. C.       | Kuwait         | 1988-1990 | 41   | 17  | 8   | 16  | 47.96%      |
| Selección de Kuwait   | Kuwait         | 1990      | 8    | 4   | 2   | 2   | 58.33%      |
| Coritiba              | Brasil         | 1990      | 3    | 0   | 0   | 3   | 0%          |
| Criciúma E. C.        | Brasil         | 1991      | 24   | 11  | 7   | 6   | 55.55%      |
| Al-Ahli F. C.         | Arabia Saudita | 1991      | 11   | 7   | 2   | 2   | 69.7%       |
| Al-Qadsia S. C.       | Kuwait         | 1992      | 15   | 8   | 5   | 2   | 64.44%      |
| Grêmio F. B. P. A.    | Brasil         | 1993-1996 | 222  | 99  | 56  | 67  | 53%         |
| Júbilo Iwata S. C.    | Japón          | 1997      | 16   | 10  | 2   | 4   | 66.67%      |
| Palmeiras S. E.       | Brasil         | 1997-2000 | 254  | 127 | 64  | 63  | 58.4%       |
| Cruzeiro E. C.        | Brasil         | 2000-2001 | 75   | 40  | 23  | 12  | 63.55%      |
| Selección de Brasil   | Brasil         | 2001-2002 | 26   | 19  | 1   | 6   | 74.36%      |
| Selección de Portugal | Portugal       | 2003-2008 | 74   | 42  | 18  | 14  | 64.87%      |
| Chelsea F. C.         | Inglaterra     | 2008-2009 | 36   | 20  | 11  | 5   | 65.75%      |
| F. K. Bunyodkor       | Uzbekistán     | 2009-2010 | 44   | 33  | 5   | 6   | 78.79%      |
| Palmeiras             | Brasil         | 2010-2012 | 154  | 65  | 47  | 42  | 52.38%      |
| Selección de Brasil   | Brasil         | 2012-2014 | 29   | 19  | 6   | 4   | 72.42%      |
| Grêmio                | Brasil         | 2014-2015 | 51   | 26  | 12  | 13  | 58.82%      |
| Guangzhou Evergrande  | China          | 2015-2017 | 123  | 74  | 30  | 19  | 68.29%      |
| Palmeiras             | Brasil         | 2018-2019 | 77   | 46  | 21  | 10  | 68.83%      |
| Cruzeiro              | Brasil         | 2020-2021 | 21   | 9   | 8   | 4   | 55.56%      |
| Grêmio                | Brasil         | 2021      | 21   | 9   | 3   | 9   | 47.62%      |
| Athletico Paranaense  | Brasil         | 2022      | 47   | 22  | 14  | 11  | 56.74%      |
| Atlético Mineiro      | Brasil         | 2023-2024 | 41   | 19  | 10  | 12  | 54.47%      |
| Total                 | Total          | Total     | 1647 | 817 | 450 | 280 | 58.72%      |

## Palmarés

### Como entrenador

#### Torneos regionales
| Título               | Equipo             | País                       | Año  |
| -------------------- | ------------------ | -------------------------- | ---- |
| Campeonato Alagoano  | C. S. Alagoano     | Alagoas                    | 1982 |
| Campeonato Gaúcho    | Grêmio F. B. P. A. | Río Grande del Sur         | 1987 |
| Campeonato Gaúcho    | Grêmio F. B. P. A. | Río Grande del Sur         | 1995 |
| Campeonato Gaúcho    | Grêmio F. B. P. A. | Río Grande del Sur         | 1996 |
| Torneo Río-São Paulo | S. E. Palmeiras    | Río de Janeiro / San Pablo | 2000 |
| Copa Sul-Minas       | Cruzeiro E. C.     | Brasil                     | 2001 |

#### Torneos nacionales
| Título             | Equipo                     | País       | Año  |
| ------------------ | -------------------------- | ---------- | ---- |
| Copa del Emir      | Al-Qadsia S. C.            | Kuwait     | 1989 |
| Copa de Brasil     | Criciúma E. C.             | Brasil     | 1991 |
| Copa de Brasil     | Grêmio F. B. P. A.         | Brasil     | 1994 |
| Serie A            | Grêmio F. B. P. A.         | Brasil     | 1996 |
| Copa de Brasil     | S. E. Palmeiras            | Brasil     | 1998 |
| Liga de Uzbekistán | F. K. Bunyodkor            | Uzbekistán | 2009 |
| Copa de Brasil     | S. E. Palmeiras            | Brasil     | 2012 |
| Superliga de China | Guangzhou Evergrande F. C. | China      | 2015 |
| Supercopa de China | Guangzhou Evergrande F. C. | China      | 2016 |
| Superliga de China | Guangzhou Evergrande F. C. | China      | 2016 |
| Supercopa de China | Guangzhou Evergrande F. C. | China      | 2017 |
| Superliga de China | Guangzhou Evergrande F. C. | China      | 2017 |
| Copa China         | Guangzhou Evergrande F. C. | China      | 2017 |
| Serie A            | S. E. Palmeiras            | Brasil     | 2018 |

#### Torneos internacionales
| Título                      | Equipo                     | Sede                  | Año  |
| --------------------------- | -------------------------- | --------------------- | ---- |
| Copa Libertadores           | Grêmio F. B. P. A.         | Medellín              | 1995 |
| Recopa Sudamericana         | Grêmio F. B. P. A.         | Kōbe                  | 1996 |
| Copa Mercosur               | S. E. Palmeiras            | São Paulo             | 1998 |
| Copa Libertadores           | S. E. Palmeiras            | São Paulo             | 1999 |
| Liga de Campeones de la AFC | Guangzhou Evergrande F. C. | Cantón                | 2015 |
| Título                      | Selección                  | Sede                  | Año  |
| Copa de Naciones del Golfo  | Kuwait                     | Kuwait                | 1990 |
| Copa Mundial de Fútbol      | Brasil                     | Corea del Sur y Japón | 2002 |
| Copa Confederaciones        | Brasil                     | Brasil                | 2013 |

### Distinciones individuales
| Distinción                                                        | Organizador    | Año  |
| ----------------------------------------------------------------- | -------------- | ---- |
| Mejor entrenador del año en Sudamérica                            | El País        | 1999 |
| Mejor entrenador del año en Sudamérica                            | El País        | 2002 |
| Mejor entrenador de la Copa Confederaciones                       | FIFA           | 2013 |
| Mejor entrenador del Campeonato Chino                             | ACF            | 2015 |
| Mejor entrenador del Campeonato Chino                             | ACF            | 2016 |
| Mejor entrenador del Campeonato Chino                             | ACF            | 2017 |
| Mejor entrenador del Campeonato Brasileño - Bola de Prata         | ESPN           | 2018 |
| Mejor entrenador del Campeonato Brasileño - Trofeu Mesa Redonda   | TV Gazeta      | 2018 |
| Mejor entrenador del Campeonato Brasileño - Craque do Brasileirao | CBF - TV Globo | 2018 |

#### Clasificaciones de los mejores entrenadores de todos los tiempos
| Premio       | Posición | Top 10 | Año  | Referencias   |
| ------------ | -------- | ------ | ---- | ------------- |
| World Soccer | 33.º     | No     | 2013 | [ 40 ] [ 41 ] |

### Condecoraciones
- Orden del Infante Don Enrique: 2004
- Orden de Nuestra Señora de la Concepción de Villaviciosa - Cavaleiro: 2002